# نورد اوست کولتوک
نورد اوست کولتوک یا کولتوک جنوب شرقی (به لاتین: Nord-Ost-Kutluk یا Züd-Ost Qoltuq) یک منطقه مسکونی در جمهوری آذربایجان است که در شهرستان نفت‌چاله واقع شده است.